# Pianoconcert (Skrjabin)
Het Pianoconcert in fis mineur, opus 20 is het enige werk van de Russische componist dat daadwerkelijk de klassieke concertvorm volgt. Skrjabin schreef de pianopartij slechts in vier dagen in herfst 1896. De orkestratie volgde het jaar daarop in mei.
Het pianoconcert bestaat uit drie delen:
1. Allegro
2. Andante
3. Allegro moderato

## Geschiedenis
Slechts 24 jaar oud, componeerde Skrjabin dit pianoconcert om zijn virtuositeit op de piano te kunnen tonen. Zoals veel van Skrjabins vroege werken, doet de romantiek van dit concert denken aan Chopin. Maar er zijn belangrijke verschillen: de orkestpartij is veel belangrijker dan bij Chopins concerten, en de ongewone harmonieën, de ingewikkelde ritmische figuren en de lang uitgerekte melancholieke melodieën zijn typerend voor Skriabin. Na de voltooiing van het concert met orkestratie in mei 1897, duurde het nog tot 23 oktober 1897 voordat het concert haar première beleefde.

## Het concert
Het Allegro bevat contrasterende sferen eindigend met een herhaling in een overwegend donkere stemming. Na een korte introductie door het orkest, wordt het eerste thema uitgewerkt door de piano, waarna het orkest het thema overneemt en de piano een begeleidende rol krijgt, zij het een virtuoze begeleiding. In de sporadische solistische fragmenten krijgt de piano de kans om zich te tonen van haar lyrische kant.
Het tweede deel is een poëtisch Andante met vier kleine variaties. Hoewel dit deel in majeur is geschreven, roept het toch een nostalgische sfeer op. Gedempte strijkers zetten het thema neer, dat later wordt overgenomen door de klarinet, begeleid door de piano. De volgende variatie is een meer scherzovariant voor de piano. De volgende variatie is donker, welke wordt overgedragen naar het orkest, zodat de pianist een solo kan spelen. Een langzame cadenza volgt, evenals een coda.
Het Allegro moderato is geschreven in een sonate-rondovorm en is intensiever en virtuozer dan de andere delen. Het korte hoofdthema in de twee eerste maten wordt afgesloten met een vingerbrekend snel arpeggio, dat vliegt tot het hoogste register op de piano en terug. De arpeggio's keren regelmatig terug met kleine variaties die het de pianist moeilijk maken, maar de toehoorder ontgaan... tenzij een noot gemist wordt. Het lyrische tweede thema is een melancholiek wiegelied, dat nog lang na het concert voortzingt. Tegen het einde van het concert komen alle thema's terug en monden geleidelijk uit in een extatisch einde.